# Onitis thalassinus
Onitis thalassinus är en skalbaggsart som beskrevs av Lansberge 1875. Onitis thalassinus ingår i släktet Onitis och familjen bladhorningar. Inga underarter finns listade i Catalogue of Life.